# Polder Detern-Übertiefland
Koordinaten: 53° 12′ 22″ N, 7° 41′ 58″ O
Der Polder Detern-Übertiefland ist ein Entlastungspolder in der niedersächsischen Gemeinde Apen im Landkreis Ammerland und der Gemeinde Detern in der Samtgemeinde Jümme im Landkreis Leer.

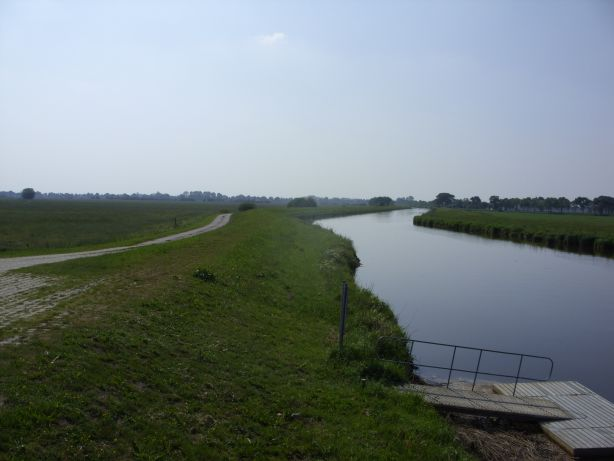
Aper Tief mit Polder Detern-Übertiefland

Der circa 200 Hektar große Polder liegt in der Leda-Jümmeniederung rund 0,5 bis 0,75 Meter über NN. Er wurde 1999 bis 2002 vom Leda-Jümme-Verband zum Hochwasserschutz angelegt. Er liegt südlich des Aper Tiefs und östlich der Jümme. Nach Osten schließt sich das Naturschutzgebiet „Vreschen-Bokel am Aper Tief“ an.
Der Polder verfügt über rund 3 Mio. m³ Stauraum. Er wird über ein 1999/2000 gebautes Schöpfwerk am Aper Tief betrieben, welches auch über ein Ein- und Auslaufbauwerk verfügt. Die Pumpen des Schöpfwerkes verfügen über eine Entwässerungsleistung von 1,2 m³/s. Befüllung und Entleerung des Polders dauert insgesamt zwischen 8 und 13 Tage. Die Gesamtkosten der Baumaßnahme beliefen sich auf circa 12 Mio. DM.
Die Flächen des Polders liegen in einer ausgedehnten Marschlandschaft. Sie sind durch Grünland auf feuchten bis nassen Standorten geprägt. Das Grünland, welches landwirtschaftlich genutzt wird, ist von zahlreichen Gräben sowie mehreren Sielen durchzogen, welche zu einem rund 1000 Meter langen, etwa 20 bis 30 Meter breiten und 1,2 bis 3,5 Meter tiefen Vorfluter, der am Schöpfwerk am Aper Tief endet, entwässern. 
Entlang der Siele und der durch den Polder verlaufenden Wege sind Gehölze zu finden. Der Französische Weg, welcher auf dem Deich im Westen des Polders verläuft, wird von Bäumen gesäumt.
Im Osten des Polders befindet sich ein Stillgewässer, welches von einer Brachfläche umgeben ist. Weitere Brachflächen befinden sich auf dem Flurstück östlich des Ossenflethschloots und streckenweise entlang der Siele.
Das Wiesengebiet ist ein wertvoller Lebensraum für Wat- und Wiesenvögel wie Uferschnepfe und Kiebitz. Bis in die 1990er-Jahre konnten hier noch Brutbestände des Kampfläufers nachgewiesen werden.
Teile des Überlaufs im Polder werden für den Angelsport genutzt.